# Anisoptera megistocarpa
Anisoptera megistocarpa är en tvåhjärtbladig växtart som beskrevs av V. Slooten. Anisoptera megistocarpa ingår i släktet Anisoptera och familjen Dipterocarpaceae. Inga underarter finns listade i Catalogue of Life.